# Roller Club Zürich
Il Roller Club Zürich è un club di hockey su pista avente sede a Zurigo in Svizzera.

## Palmarès

### Titoli nazionali
- Campionato svizzero: 1
  - 1979